# HLR 71
De HLR 71 is een reeks van diesellocomotieven van de NMBS voor de zware rangeerdienst. Ter vervanging van stoomlocomotieven bestelde de NMBS in de jaren 1950 twaalf zware rangeerlocomotieven; zes stuks met dieselelektrische aandrijving als type 270 en zes stuks met dieselhydraulische aandrijving als type 271. De locomotieven waren aanvankelijk genummerd als 271.001-271.006. In 1960 werd de 271.003 als plukloc afgevoerd. In 1971 werd de rest van de serie vernummerd in 7101-7105. 
De HLR 71 begonnen hun loopbaan in Kinkempois, gevolgd door Merelbeke. De locomotieven hadden vaak te kampen met defecten. De inbouw van een betrouwbaardere transmissie in 1960 bracht enige tijd verbetering totdat na enige jaren weer defecten op traden. Door de komst van de HLR 80 naar Merelbeke nam de inzet van de HLR 71 af. In 1980 werden de laatste locomotieven geschrapt.
De 7103 is thans een museumstuk. 